# Walerij Sułtanow
Walerij Sułtanow (ros. Валерий Султанов) – radziecki kierowca wyścigowy.

## Biografia
W 1979 roku zadebiutował w mistrzostwach Formuły Easter Rosyjskiej FSRR. Ścigając się Estonią 19, zajął czwarte miejsce. Identyczny wynik zajął rok później. W 1981 roku został mistrzem Rosyjskiej FSRR, a także zadebiutował w mistrzostwach ZSRR. W sezonie 1982 zmienił pojazd na Estonię 20 i został wicemistrzem Rosji. W 1983 był siódmy w mistrzostwach ZSRR, a rok później – szósty. Ponadto w sezonach 1984–1985 ponownie został wicemistrzem Rosji. W 1986 roku zadebiutował w Formule 3 i został mistrzem Rosyjskiej FSRR. W mistrzostwach ZSRR był natomiast piąty. Od 1988 Sułtanow ścigał się w Formule Mondial. W sezonie 1989 zajął trzecie miejsce w mistrzostwach Rosji. W sezonie 1990 ścigał się zarówno w Formule Mondial, jak i Formule Easter.
Pochodził z Dagestanu. Jego brat Rusłan ścigał się ciężarówkami. W 1985 roku otrzymał odznaczenie Zasłużonego Mistrza Sportu ZSRR, jako jedyny w historii dagestański kierowca. Poza ściganiem się był również trenerem reprezentacji Dagestanu w wyścigowych mistrzostwach ZSRR.

## Wyniki
| Legenda oznaczeń w tabelach wyników Wyświetl szablon na nowej stronie | Legenda oznaczeń w tabelach wyników Wyświetl szablon na nowej stronie                                                                     |
| Oznaczenie                                                            | Wyjaśnienie |
| --------------------------------------------------------------------- | --- |
| Złoty                                                                 | Zwycięzca lub mistrzostwo |
| Srebrny                                                               | 2. miejsce lub wicemistrzostwo |
| Brązowy                                                               | 3. miejsce lub II wicemistrzostwo |
| Zielony                                                               | Ukończył, punktował (w klasyfikacji generalnej, gdy zdobył co najmniej jeden punkt na przestrzeni sezonu, poza trzema powyższymi opcjami) |
| Niebieski                                                             | Ukończył, nie punktował (w klasyfikacji generalnej, gdy nie zdobył co najmniej jednego punktu na przestrzeni sezonu)                      |
| Czerwony                                                              | Nie zakwalifikował się (NZ) |
| Czerwony                                                              | Nie prekwalifikował się (NPK) |
| Różowy                                                                | Nie ukończył (NU) |
| Różowy                                                                | Niesklasyfikowany (NS) (w klasyfikacji generalnej, gdy nie został sklasyfikowany w żadnym wyścigu sezonu)                                 |
| Czarny                                                                | Zdyskwalifikowany (DK) |
| Czarny                                                                | Wykluczony (WYK/EX) |
| Biały                                                                 | Nie wystartował (NW) |
| Biały                                                                 | Kontuzjowany (K/INJ) |
| Biały                                                                 | Wyścig odwołany (OD/C) |
| Bez koloru                                                            | Został wycofany (WYC/WD) |
| Bez koloru                                                            | Nie przybył (NP/DNA) |
| Bez koloru                                                            | Nie brał udziału w treningach (NT/DNP) |
| Bez koloru                                                            | Nie został zgłoszony (–) |
| Pogrubienie                                                           | Start z pole position |
| Kursywa                                                               | Najszybsze okrążenie wyścigu |
| †                                                                     | Nie ukończył, ale jego rezultat został zaliczony ze względu na przejechanie więcej niż 90% dystansu wyścigu.                              |
| *                                                                     | Sezon w trakcie |
| 1/2/3                                                                 | Punktowana pozycja w sprincie kwalifikacyjnym                                                                                             |
| Lista systemów punktacji Formuły 1                                    | |

### Sowiecka Formuła Easter
| Rok  | Zespół             | Samochód    | Silnik | Wyniki w poszczególnych eliminacjach | Wyniki w poszczególnych eliminacjach | Wyniki w poszczególnych eliminacjach | Pkt. | Msc. |
| ---- | ------------------ | ----------- | ------ | ------------------------------------ | ------------------------------------ | ------------------------------------ | ---- | ---- |
| 1981 |                    |             |        |                                      |                                      |                                      | 113  | 12   |
| 1981 | DOSAAF Machaczkała | Estonia 19  | Łada   | 11                                   | 8                                    | 11                                   | 113  | 12   |
| 1982 |                    |             |        |                                      |                                      |                                      | 81   | 14   |
| 1982 | DOSAAF Machaczkała | Estonia 20  | Łada   | 13                                   | 13                                   | 15                                   | 81   | 14   |
| 1983 |                    |             |        |                                      |                                      |                                      | 81   | 7    |
| 1983 | DOSAAF Machaczkała | Estonia 20  | Łada   | 19                                   | 7                                    |                                      | 81   | 7    |
| 1984 |                    |             |        |                                      |                                      |                                      | ?    | 6    |
| 1984 | DOSAAF Machaczkała | Estonia 20  | Łada   | 13                                   | 9                                    | 4                                    | ?    | 6    |
| 1985 |                    |             |        |                                      |                                      |                                      | 75   | 15   |
| 1985 | DOSAAF Machaczkała | Estonia 20  | Łada   | 11                                   | 9                                    | NU                                   | 75   | 15   |
| 1990 |                    |             |        |                                      | Łotwa                                |                                      | 30   | 29   |
| 1990 | DOSAAF Machaczkała | Estonia 21M | Łada   | -                                    | 16                                   | 15                                   | 30   | 29   |

### Sowiecka Formuła 3
| Rok  | Zespół             | Samochód | Silnik | Wyniki w poszczególnych eliminacjach | Wyniki w poszczególnych eliminacjach | Wyniki w poszczególnych eliminacjach | Wyniki w poszczególnych eliminacjach | Pkt.  | Msc. |
| ---- | ------------------ | -------- | ------ | ------------------------------------ | ------------------------------------ | ------------------------------------ | ------------------------------------ | ----- | ---- |
| 1986 |                    |          |        |                                      |                                      |                                      |                                      | 91    | 5    |
| 1986 | DOSAAF Machaczkała |          |        | 4                                    | 12                                   |                                      |                                      | 91    | 5    |
| 1987 |                    |          |        |                                      |                                      |                                      |                                      | 110,5 | 15   |
| 1987 | DOSAAF Machaczkała |          |        | 9                                    | 8                                    | NU                                   | NU                                   | 110,5 | 15   |

### Sowiecka Formuła Mondial
| Rok  | Zespół             | Samochód    | Silnik | Wyniki w poszczególnych eliminacjach | Wyniki w poszczególnych eliminacjach | Wyniki w poszczególnych eliminacjach | Pkt. | Msc. |
| ---- | ------------------ | ----------- | ------ | ------------------------------------ | ------------------------------------ | ------------------------------------ | ---- | ---- |
| 1988 |                    |             |        |                                      |                                      |                                      | 71   | 11   |
| 1988 | DOSAAF Machaczkała |             |        | 8                                    | 11                                   | NU                                   | 71   | 11   |
| 1989 |                    |             |        |                                      |                                      |                                      | 65   | 12   |
| 1989 | DOSAAF Machaczkała | Estonia 21M | Łada   | 13                                   | 12                                   | NU                                   | 65   | 12   |
| 1990 |                    |             |        |                                      | Łotwa                                |                                      | 0    | NS   |
| 1990 | DOSAAF Machaczkała | Estonia 21M | Łada   | NU                                   | -                                    | -                                    | 0    | NS   |